# Robert Thom (ingeniero)
Robert Thom (1774 Tarbolton, South Ayrshire, Escocia - 1847) después de graduarse de la universidad se volvió un ingeniero civil escocés que trabajó en proyectos hidráulicos importantes en la isla de Bute e Inverclyde. En Bute, creó acueductos para aumentar el flujo de agua que alimentaba las fábricas de algodón allí, para aumentar su capacidad. Este éxito económico hizo que se convirtiera en el laird de Ascog. Luego creó un sistema más grande para suministrar energía hidráulica a Greenock. El embalse lleva su nombre —Loch Thom— y el acueducto de suministro se conoce como Greenock Cut. A principios del siglo XIX, diseñó la primera planta de purificación de agua en Escocia.gracias a sus descubrimientos y proyectos , muchas mentes maestras lograron crear diferentes sistemas de filtración innovadores y funcionales , dándoles acceso de agua potable hasta a los lugares más remotos 